# Pove del Grappa
Pove del Grappa település Olaszországban, Veneto régióban, Vicenza megyében. Lakosainak száma 3177 fő (2023. január 1.). Pove del Grappa Bassano del Grappa, Borso del Grappa, Romano d'Ezzelino, Valbrenta és Solagna községekkel határos.

## Népesség
A település népességének változása:
| Lakosok száma | 3093 | 3136 | 3177 |
|               | 2017 | 2018 | 2023 |